# Lijst van nummer 1-hits in de UK Singles Chart in 1964
Deze hits stonden in 1964 op nummer 1 in de UK Singles Chart:
| Datum        | Artiest                          | Titel                                         |
| ------------ | -------------------------------- | --------------------------------------------- |
| 4 januari    | The Beatles                      | I want to hold your hand                      |
| 11 januari   | The Beatles                      | I want to hold your hand                      |
| 18 januari   | The Dave Clark Five              | Glad all over                                 |
| 25 januari   | The Dave Clark Five              | Glad all over                                 |
| 1 februari   | The Searchers                    | Needles and pins                              |
| 8 februari   | The Searchers                    | Needles and pins                              |
| 15 februari  | The Searchers                    | Needles and pins                              |
| 22 februari  | The Bachelors                    | Diane                                         |
| 29 februari  | Cilla Black                      | Anyone who had a heart                        |
| 7 maart      | Cilla Black                      | Anyone who had a heart                        |
| 14 maart     | Cilla Black                      | Anyone who had a heart                        |
| 21 maart     | Billy J. Kramer with The Dakotas | Little children                               |
| 28 maart     | Billy J. Kramer with The Dakotas | Little children                               |
| 4 april      | The Beatles                      | Can't buy me love                             |
| 11 april     | The Beatles                      | Can't buy me love                             |
| 18 april     | The Beatles                      | Can't buy me love                             |
| 25 april     | Peter & Gordon                   | A world without love                          |
| 2 mei        | Peter & Gordon                   | A world without love                          |
| 9 mei        | The Searchers                    | Don't throw your love away                    |
| 16 mei       | The Searchers                    | Don't throw your love away                    |
| 23 mei       | The Four Pennies                 | Juliet                                        |
| 30 mei       | Cilla Black                      | You're my world                               |
| 6 juni       | Cilla Black                      | You're my world                               |
| 13 juni      | Cilla Black                      | You're my world                               |
| 20 juni      | Cilla Black                      | You're my world                               |
| 27 juni      | Roy Orbison                      | It's over                                     |
| 4 juli       | Roy Orbison                      | It's over                                     |
| 11 juli      | The Animals                      | The House of the Rising Sun                   |
| 18 juli      | The Rolling Stones               | It's all over now                             |
| 25 juli      | The Beatles                      | A hard day's night                            |
| 1 augustus   | The Beatles                      | A hard day's night                            |
| 8 augustus   | The Beatles                      | A hard day's night                            |
| 15 augustus  | Manfred Mann                     | Do wah diddy diddy                            |
| 22 augustus  | Manfred Mann                     | Do wah diddy diddy                            |
| 29 augustus  | The Honeycombs                   | Have I the right                              |
| 5 september  | The Honeycombs                   | Have I the right                              |
| 12 september | The Kinks                        | You really got me                             |
| 19 september | The Kinks                        | You really got me                             |
| 26 september | Herman's Hermits                 | I'm into something good                       |
| 3 oktober    | Herman's Hermits                 | I'm into something good                       |
| 10 oktober   | Roy Orbison                      | Oh, pretty woman                              |
| 17 oktober   | Roy Orbison                      | Oh, pretty woman                              |
| 24 oktober   | Sandie Shaw                      | (There's) Always something there to remind me |
| 31 oktober   | Sandie Shaw                      | (There's) Always something there to remind me |
| 7 november   | Sandie Shaw                      | (There's) Always something there to remind me |
| 14 november  | Roy Orbison                      | Oh, pretty woman                              |
| 21 november  | The Supremes                     | Baby love                                     |
| 28 november  | The Supremes                     | Baby love                                     |
| 5 december   | The Rolling Stones               | Little red rooster                            |
| 12 december  | The Beatles                      | I feel fine                                   |
| 19 december  | The Beatles                      | I feel fine                                   |
| 26 december  | The Beatles                      | I feel fine                                   |

1952 ·
1953 ·
1954 ·
1955 ·
1956 ·
1957 ·
1958 ·
1959 ·
1960 ·
1961 ·
1962 ·
1963 ·
1964 ·
1965 ·
1966 ·
1967 ·
1968 ·
1969 ·
1970 ·
1971 ·
1972 ·
1973 ·
1974 ·
1975 ·
1976 ·
1977 ·
1978 ·
1979 ·
1980 ·
1981 ·
1982 ·
1983 ·
1984 ·
1985 ·
1986 ·
1987 ·
1988 ·
1989 ·
1990 ·
1991 ·
1992 ·
1993 ·
1994 ·
1995 ·
1996 ·
1997 ·
1998 ·
1999 ·
2000 ·
2001 ·
2002 ·
2003 ·
2004 ·
2005 ·
2006 ·
2007 ·
2008 ·
2009 ·
2010 ·
2011 ·
2012 ·
2013 ·
2014 ·
2015 ·
2016 ·
2017 ·
2018 ·
2019 ·
2020 ·
2021
- Duitsland
- Noorwegen
- Verenigd Koninkrijk
- Verenigde Staten (Hot 100)